# Turobin (gmina)
Pour les articles homonymes, voir Turobin.
Turobin est une gmina rurale (gmina wiejska) de la powiat de Biłgoraj, dans la Voïvodie de Lublin, dans l'est de la Pologne.
Son siège administratif (chef-lieu) est le village de Turobin, qui se situe environ 31 kilomètres au nord de Biłgoraj (siège du powiat) et 49 kilomètres au sud de la capitale régionale Lublin (capitale de la voïvodie).
La gmina couvre une superficie de 162,19 km2 pour une population de 6 949 habitants en 2006.

## Histoire
De 1975 à 1998, la gmina est attachée administrativement à la voïvodie de Zamość.

Depuis 1999, elle fait partie de la voïvodie de Lublin.

## Géographie
La gmina inclut les villages et localités de :

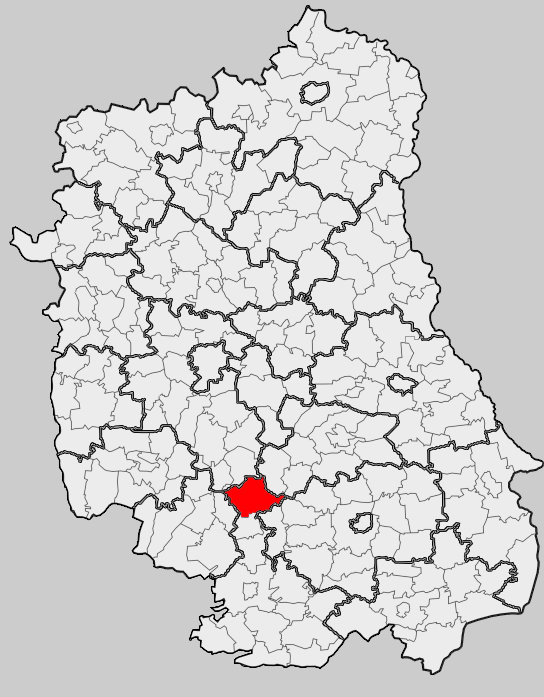
Position de la gmina dans la voïvodie

- Czernięcin Główny
- Czernięcin Poduchowny
- Elizówka
- Gaj Czernięciński
- Gródki
- Guzówka-Kolonia
- Huta Turobińska
- Nowa Wieś
- Olszanka
- Polesiska
- Przedmieście Szczebrzeszyńskie
- Rokitów
- Tarnawa Duża
- Tarnawa Mała
- Tarnawa-Kolonia
- Tokary
- Turobin
- Wólka Czernięcińska
- Zabłocie
- Żabno
- Żabno-Kolonia
- Zagroble
- Załawcze
- Żurawie

### Gminy voisines
La gmina de Turobin est voisine des gminy suivantes :
- Chrzanów
- Goraj
- Radecznica
- Rudnik
- Sułów
- Wysokie
- Zakrzew
- Żółkiewka

## Structure du terrain
D'après les données de 2002, la superficie de la commune de Turobin est de 162,19 kilomètres carrés, répartis comme telle :
- terres agricoles : 76 %
- forêts : 19 %

La commune représente 9,66 % de la superficie du powiat.

## Démographie
Données du 30 juin 2004:
| Description        | Total  | Total | Femmes | Femmes | Hommes | Hommes |
| ------------------ | ------ | ----- | ------ | ------ | ------ | ------ |
| Unité              | Nombre | %     | Nombre | %      | Nombre | %      |
| Population         | 7 095  | 100   | 3 653  | 51,5   | 3 442  | 48,5   |
| Densité (hab./km²) | 43,8   | 43,8  | 22,5   | 22,5   | 21,2   | 21,2   |